# Опсада замка Шиги
Опсада замка Шиги (1577) била је одлучујућа победа Ода Нобунаге над кланом Мацунага, побуњеним великашима у северном делу провинције Јамато.

## Позадина
Мацунага Хисахиде био је један од најмоћнијих великаша у Јапану током владавине марионетских шогуна Ашикага Јошихаруа (1510-1550) и Ашикага Јошиакија (1550-1565): од 1529. до 1568. био је на положају гувернера Кјота (фактичког владара шогуната Ашикага), а 1565. организовао је убиство шогуна Јошиакија. Успон Ода Нобунаге и његово заузимање Кјота 1568. натерали су га да се повуче, али се убрзо уз помоћ богатих дарова и подмићивања измирио са новом владом.
Године 1573. побунио се против Нобунагине превласти у корист шогуна Ашикага Јошитеруа, али се после слома побуне поново, уз богате дарове, почетком 1574. измирио са Нобунагом. Године 1576. по Нобунагином наређењу учествовао је у опсади манастира Ишијама Хонганџи у Осаки, против Ико-икија, али је после неког времена прешао на њихову страну и затворио се у свој замак Шиги, на граници провинција Јамато и Кавачи.

## Опсада
Опседнут од бројно надмоћних снага које је предводио Нобунагин наследник, Ода Нобутада, Мацунага није могао дуго да се одупире: својим рукама је разбио своје непроцењиво чајно посуђе, како не би пало у руке непријатеља, и извршио сепуку, заклевши свог сина Коџира да не дозволи да непријатељи узму његову главу. Мацунага Коџиро испунио је очев завет, бацивши се у смрт са бедема запаљене тврђаве са очевом главом у рукама.